# Swire Group
Die Swire Group ist ein multinationaler Konzern, der auf fünf Kontinenten aktiv ist. An der Spitze der Unternehmensgruppe steht eine im Privatbesitz befindliche Holding, die John Swire & Sons mit Sitz in London. Über zahlreiche Tochterunternehmen ist diese auf fünf Geschäftsfeldern aktiv: Seeschifffahrt, Landtransport, Kühlhäuser, Landwirtschaft und Agrarhandel.
Daneben besitzt John Swire & Sons noch einige Unternehmensbeteiligungen, von denen der 59,82 % Anteil an der Swire Pacific Limited (ISIN HK0019000162) die Bedeutendste ist. Dieses Unternehmen hat seinen Sitz in Hongkong und ist im Hang Seng Index gelistet. Seine Hauptgeschäftsfelder sind: Immobilien, Hotels, Getränke, Schifffahrtsdienste, Nahrungsmittel und Handel. Ferner ist es mit 45 % der größte Anteilseigner an der Fluggesellschaft Cathay Pacific und mit 100 % an dem Luftfahrtserviceunternehmen Hong Kong Aircraft Engineering Company.
John Swire & Sons ist außerdem direkt mit 72 % an dem südostasiatischen Schifffahrts- und Handelshaus Steamship Trading Company beteiligt.

## Geschichte
Die „Swire Group“ wurde 1816 von John Swire (1793–1847) in Liverpool (Großbritannien) gegründet. Anfangs nicht mehr als ein kleiner Import-Export Textilhandel, begann John Swire & Sons Baumwolle aus den USA nach Großbritannien einzuführen.
Als dies 1861 mit dem Ausbruch des Amerikanischen Bürgerkriegs nicht mehr möglich war, wandte sich das Unternehmen dem Tee- und Seidenhandel mit China zu, zunächst mittels Agenten. 1866 wurde dann gemeinsam mit R.S. Butterfield ein Tochterunternehmen in Shanghai (Kaiserreich China) gegründet. Dieses Unternehmen, Butterfield & Swire genannt, ging bereits nach zwei Jahren gänzlich in den Besitz von John Swire & Sons über, behielt aber dennoch für mehr als hundert Jahre seinen alten Namen bei. Wirtschaftlich erfolgreich, konnte Butterfield & Swire bereits vier Jahre nach seiner Gründung in Hongkong eine Niederlassung aufbauen. Zur Förderung des Chinahandels, hatte es sich zudem auch einen chinesischen Namen zugelegt, „Taikoo“ (太古), was ‚Groß und Alt‘ bedeutet.
Im gleichen Jahr verlegte das Mutterhaus John Swire & Sons seinen Sitz von Liverpool nach London. Es besaß inzwischen auch Büros in Manchester (Großbritannien), New York City (USA) und Yokohama (Japan).
1872 gründete John Swire & Sons in London die The China Navigation Company, um eine kleine Handelsflotte von Raddampfern auf dem Fluss Jangtsekiang (China) zu betreiben. Innerhalb eines Jahrzehntes erweiterte die Schifffahrtsgesellschaft ihr Liniennetz an der ganzen chinesischen Küste entlang und weiter nach Australien und Neuseeland. Später folgten Linien nach Europa und Nord- und Südamerika.
Nach Ausrufung der Volksrepublik China 1949 wurde Butterfield & Swire von den kommunistischen Machthabern gezwungen, alle seine Aktivitäten in China einzustellen. Das Chinageschäft konzentrierte sich fortan auf Hongkong. Bereits 1948 war Butterfield & Swire mit 45 % bei der zwei Jahre zuvor in Hongkong gegründeten „Cathay Pacific“ eingestiegen. 1974 entschloss sich John Swire & Sons seine Geschäfte in Hongkong neu zu ordnen. Butterfield & Swire benannte sich daher in „John Swire & Sons (H.K.) Ltd“ um und brachte gegen eine Kapitalbeteiligung ihre Aktivitäten in die in börsennotierte „Swire Pacific“ ein. Letztere war wiederum aus der von John Swire & Sons kontrollierten „Taikoo Dockyard & Engineering Co.“ hervorgegangen.
Im Jahr 1976 beteiligte sich John Swire & Sons an der 1750 in Glasgow (Großbritannien) gegründeten James Finlay (auch bekannt als Finlays) und übernahm diese im Jahr 2000 ganz. Mit James Finlay gelang der Einstieg in das Geschäft mit Plantagen (Tee, Kautschuk, Holz, Schnittblumen) in Ostafrika (Uganda, Kenia) und Sri Lanka.

## Verschiedenes
Im Roman Noble House des Schriftstellers James Clavell wird die Rivalität der Unternehmen Swire Group (Rothwell-Gornt) und Jardine Matheson Holdings (Noble House) aufgegriffen.